# Distrito electoral de Mounds (Illinois)
Mounds (en inglés: Mounds Precinct) es un distrito electoral ubicado en el condado de Pulaski en el estado estadounidense de Illinois. En el Censo de 2010 tenía una población de 1319 habitantes y una densidad poblacional de 26,63 personas por km².

## Geografía
Según la Oficina del Censo de los Estados Unidos, tiene una superficie total de 49.53 km², de la cual 48.56 km² corresponden a tierra firme y (1.96%) 0.97 km² es agua.

## Demografía
Según el censo de 2010, había 1319 personas residiendo en Mounds. La densidad de población era de 26,63 hab./km². De los 1319 habitantes, Mounds estaba compuesto por el 39.42% blancos, el 57.54% eran afroamericanos, el 0.45% eran amerindios, el 0.23% eran asiáticos, el 0% eran isleños del Pacífico, el 0.83% eran de otras razas y el 1.52% pertenecían a dos o más razas. Del total de la población el 1.97% eran hispanos o latinos de cualquier raza.